# Danh Vo
Danh Vo (født 5. august 1975) er en dansk-vietnamesisk billedkunstner. Han blev født i Sydvietnam, men flygtede med sin familie til Danmark i 1979. En stor del af sin barndom boede han i Nivå, hvor hans forældre drev en grillbar. En gymnasielærer opfordrede Danh til at male, fordi han mente, at drengen havde sans for farvesammensætninger og former, og det besnærede ham. Han søgte siden ind på Kunstakademiet flere gange og blev optaget i fjerde forsøg.
Danh Vo fortalte i 2013 til Politiken, at han ikke havde nogen fast bopæl, men boede et stykke tid i hvert land, når han åbnede en udstilling der. Han har dog tilknytning til Stubbekøbing på Falster, hvor han efter 20 år i udlandet købte et hus.

## Kunstnerkarriere
I 2005 havde han sin første soloudstilling på Galerie Klosterfelde i Berlin. 
I 2015 var han I konflikt med den hollandske kunstsamler Bert Kreuk, som mente, at Vo havde indgået en aftale om at skabe et nyt kunstværk til ham, hvilket en domstol gav han medhold i.  Vo tilbød at lave et vægmaleri så stort, som Kreuk ønskede, hvor han så ville skrive ’’Shove it up your ass, you faggot’’ (’’Stik den op i røven, din bøsserøv’’), hvorefter Kreuk indgik forlig med Vo. 

## Hæder
I marts 2025 fik Vo tildelt Thorvaldsen Medaillen af Akademiraadet.